# Маданият (Чуйская область)
Маданият (кирг. Маданият) — село в Чуйском районе Чуйской области Кыргызстана. Входит в состав Онбир-Джылгинского айылного аймака.

## География
Село расположено в центральной части области, на левом берегу реки Кызыл-Суу, на расстоянии приблизительно 14 километров (по прямой) к юго-востоку от города Токмак, административного центра района. Абсолютная высота — 1198 метров над уровнем моря.

## Население
Согласно оценочным данным Национального статистического комитета Кыргызской Республики, численность населения села на начало 2023 года составляла 838 человек.
| год     | 2009 | 2014 | 2015 | 2020 | 2021 | 2023 |
| ------- | ---- | ---- | ---- | ---- | ---- | ---- |
| человек | 754  | 791  | 798  | 866  | 667  | 838  |